# Mary Astor

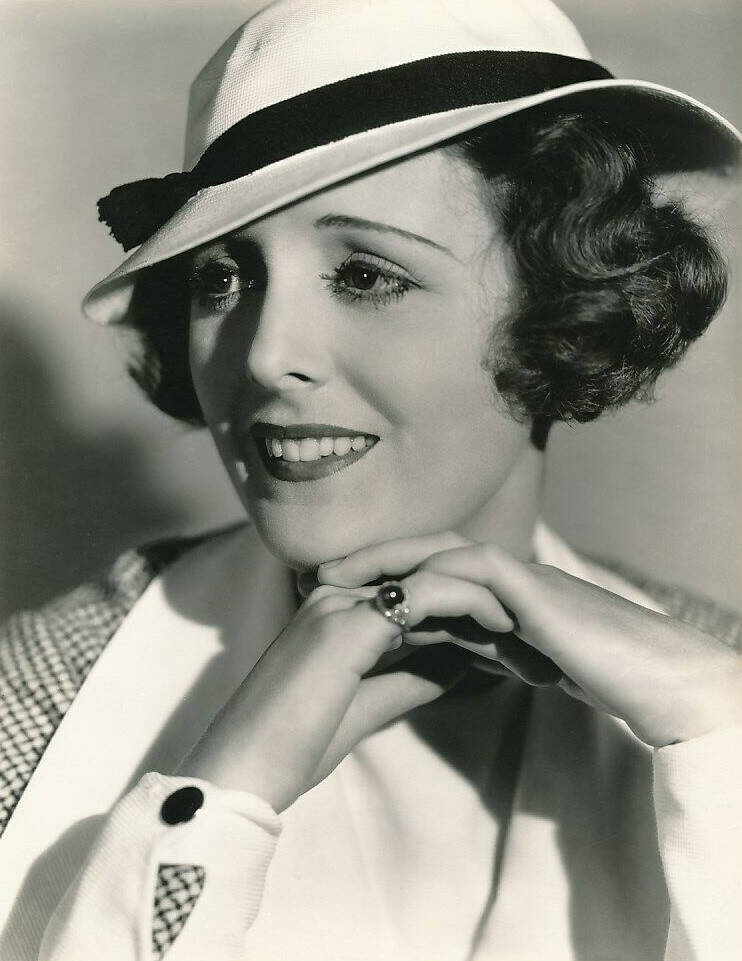
Mary Astor (1930er Jahre)

Mary Astor (eigentlich Lucile Vasconcellos Langhanke; * 3. Mai 1906 in Quincy, Illinois; † 25. September 1987 in Woodland Hills, Kalifornien) war eine US-amerikanische Schauspielerin und Autorin. Für ihren Auftritt in Vertauschtes Glück erhielt sie 1942 den Oscar als beste Nebendarstellerin. Zu ihren bekanntesten Filmen gehört der Film-noir-Klassiker Die Spur des Falken (1941).

## Leben und Karriere
Die Tochter des deutschen Einwanderers Otto Ludwig Langhanke aus Berlin und seiner amerikanischen Frau Helen Marie de Vasconcellos gewann schon als Kind zahlreiche Schönheitswettbewerbe. Mary Astor lernte Klavier, und bereits mit 15 Jahren unterschrieben ihre Eltern – beide unterrichteten als Lehrer – für sie einen Filmvertrag in Hollywood. Besonders ihr Vater förderte sie. Später merkte sie an, dass sie mit der Hollywood-Karriere nicht ihren, sondern den Traum ihres Vaters wahrgemacht habe. Ihre erste Filmrolle in Sentimental Tommy (1921) wurde noch aus dem fertigen Film geschnitten, doch schon in ihren nächsten Filmen bekam sie signifikante Nebenrollen. Astors Durchbruch erfolgte 1924 mit dem Film Die Liebesaffären des Beau Brummel an der Seite von John Barrymore. 1926 wurde sie als vielversprechender Jungstar unter die WAMPAS Baby Stars des Jahres gewählt. Im Gegensatz zu vielen ihrer Stummfilmkollegen schaffte Mary Astor Ende der 1920er Jahre den Sprung zum Tonfilm. Sie erhielt eine Vielzahl von Nebenrollen und bekam gelegentlich auch eine Hauptrolle.

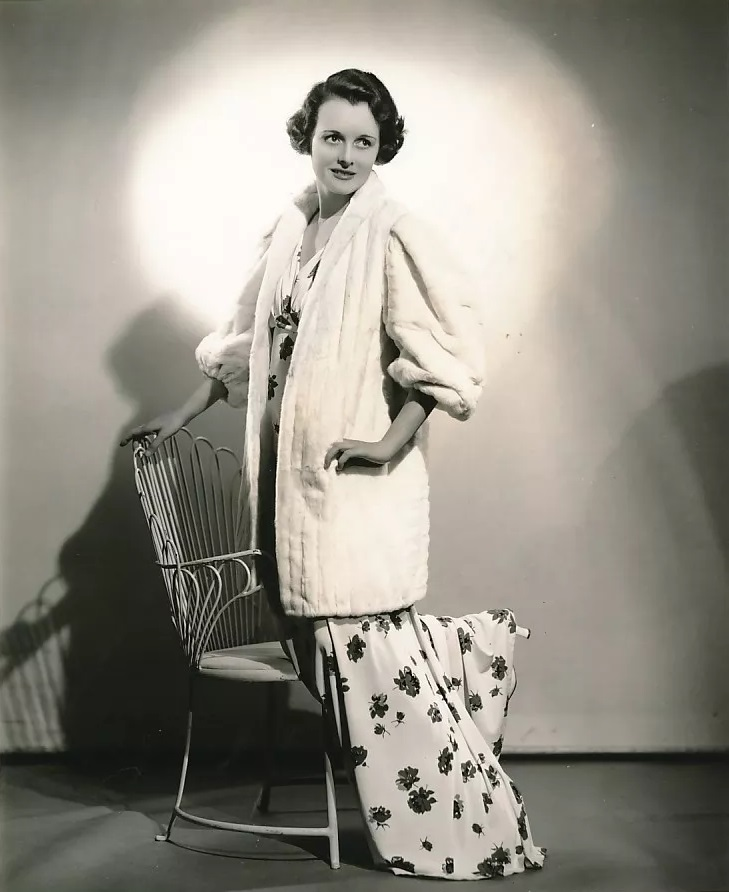
Mary Astor (1936)

Bis Ende der 1930er Jahre musste Astor sich allerdings zumeist mit Auftritten in B-Filmen begnügen. Zu den wenigen Ausnahmen gehörten das Melodram Dschungel im Sturm mit Clark Gable von 1932 sowie die Rolle der sympathischen Freundin des Helden in Zeit der Liebe, Zeit des Abschieds (1936), wo Astor unter der Regie von William Wyler spielte. In dem Abenteuerfilm Der Gefangene von Zenda von 1937 spielte sie an der Seite von Ronald Colman und Douglas Fairbanks jr. eine Mätresse. Zwei Jahre später war sie in Mitchell Leisens erfolgreicher Screwball-Komödie Enthüllung um Mitternacht zu sehen. Mit dem Wechsel zu Warner Brothers Anfang der 1940er Jahre erhielt ihre Karriere weiteren Auftrieb.
Bette Davis persönlich sorgte dafür, dass Astors Part als „die andere Frau“ im Liebesdrama Vertauschtes Glück 1941 ausgebaut wurde. Die Schauspielerin erhielt für ihre Darstellung der egozentrischen Klavierspielerin in diesem Film 1942 den Oscar als beste Nebendarstellerin. Ebenfalls 1941 spielte sie neben Humphrey Bogart, Sydney Greenstreet und Peter Lorre in John Hustons Dashiell-Hammett-Adaption Die Spur des Falken die undurchsichtige Mrs. O’Shaughnessy, ihre wohl bekannteste Rolle. Damit wurde Astor zum Prototyp der Femme fatale im Film noir der 1940er und 1950er Jahre. Im folgenden Jahr hatte sie einen weiteren Erfolg in der Rolle einer selbstsicheren und reifen Prinzessin in der Komödie Atemlos nach Florida von Preston Sturges.
Mit dem Wechsel zu MGM und der Rolle der verständnisvollen Mutter von Judy Garland im Musicalfilm Meet Me in St. Louis (1944) wurde Astor auf die Darstellung liebevoller Ehefrauen und netter Mütter festgelegt. Mit Ausnahme des Film noirs Akt der Gewalt, in dem sie 1948 eine verbitterte, hartherzige Prostituierte darstellte, war Astor mit den angebotenen Rollen unzufrieden. In Kleine tapfere Jo, einer Verfilmung des Romanes Little Women, spielte sie 1949 die Mutter von June Allyson und Elizabeth Taylor. Anschließend zog sie sich wegen privater Probleme vorübergehend von der Leinwand zurück. Erst 1954 gelang ihr mit einigen Fernsehauftritten ein Comeback.
In den folgenden Jahren spielte sie einige Charakterrollen in Kinofilmen, dazu kamen Gastrollen im Fernsehen. Nach fast 130 Filmen zog sich Astor 1964 aus dem Schauspielgeschäft zurück. Ihre letzte Rolle hatte sie in Robert Aldrichs Thriller Wiegenlied für eine Leiche, in dem sie eine todkranke Frau mit einem düsteren Geheimnis spielte. Ein Stern auf dem Hollywood Walk of Fame, Höhe 6701 Hollywood Boulevard, erinnert an die Schauspielerin.

## Privatleben

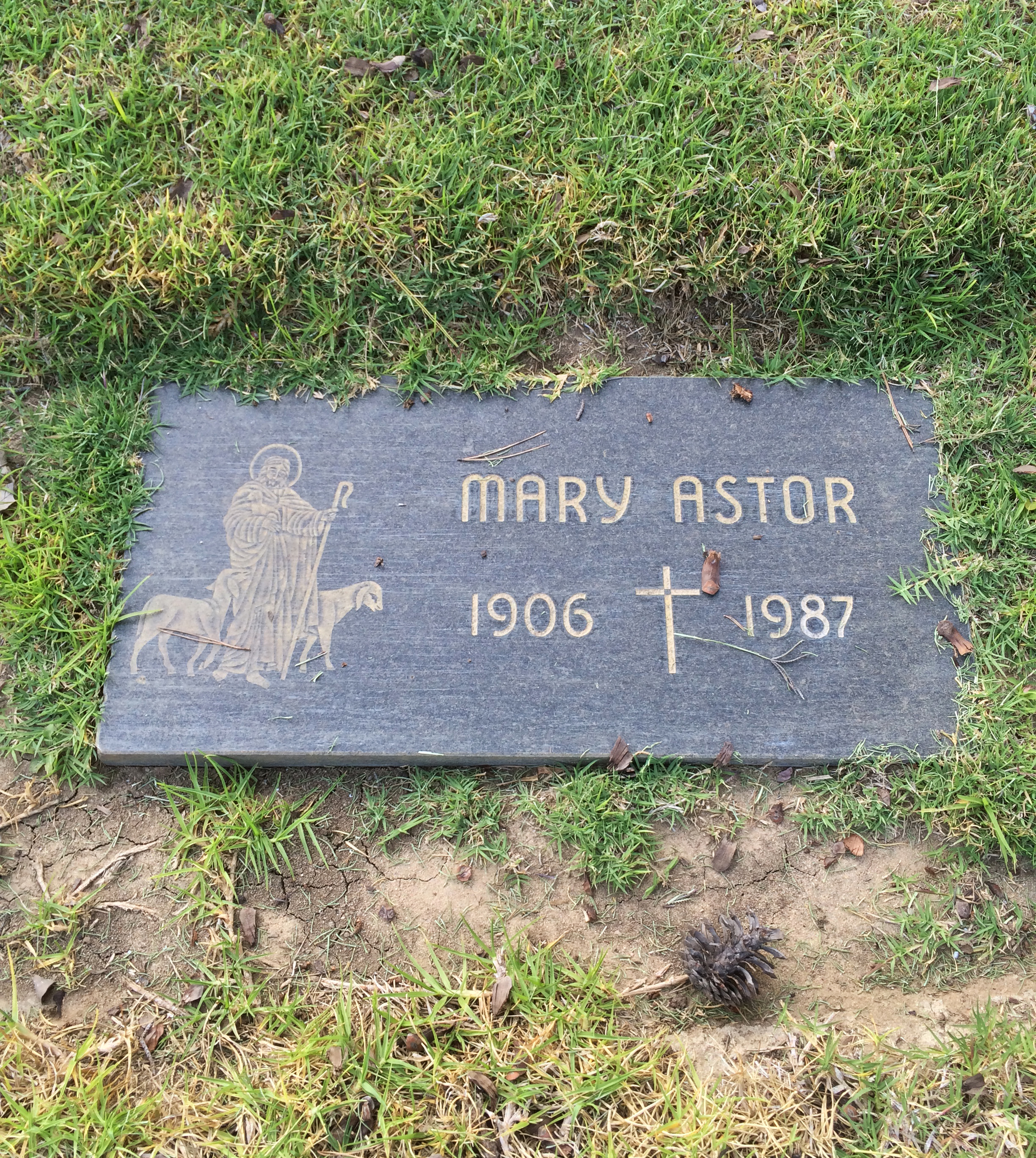
Grab von Mary Astor

Mary Astor war viermal verheiratet und für ihr turbulentes Privatleben bekannt, was ihrer Popularität jedoch keinen Abbruch tat. Schon Mitte der 1920er Jahre begann sie während der Dreharbeiten zu Beau Brummel eine heftige Affäre mit John Barrymore, die viele Schlagzeilen nach sich zog. Ihre erste Ehe mit dem jungen Regisseur Kenneth Hawks, dem Bruder von Howard Hawks, endete mit dessen Tod beim Flugzeugabsturz zu Dreharbeiten im Jahr 1930. Ihre zweite Ehe löste sich 1936 in einem der größten Gesellschaftsskandale der 1930er auf, als im Rahmen eines Sorgerechtsprozesses ihr Ehemann Auszüge aus Astors Tagebüchern (dem sogenannten „Purple Diary“) veröffentlichen ließ. Darin äußerte sie sich explizit zu ihrer Affäre mit dem bekannten Autor George S. Kaufman und ihre Bemerkung „Ah desert night“ („Oh diese Wüstennacht!“) wurde zu einem geflügelten Ausdruck für eine ausschweifende Liebesbeziehung. Ihre dritte Ehe mit dem Filmeditor Manuel del Campo zwischen 1936 und 1941 sowie ihre letzte Ehe mit Thomas Gordon Wheelock von 1945 bis 1955 wurden ebenfalls geschieden.
Die Schauspielerin litt zeitweise unter Alkoholismus und Depressionen, die sich Ende der 1940er Jahre so verschlimmerten, dass sie sich einige Jahre von der Schauspielerei zurückziehen musste. 1951 beging sie betrunken einen Suizidversuch.
In den 1950er Jahren überwand sie die Probleme mit Hilfe des Psychologen und Priesters Peter Ciklic, in dessen Therapie sie ihre Erinnerungen niederschreiben sollte. Daraus entstanden unter anderem zwei umfangreiche Biografien, My Story und Life on Film, in denen sie offen und schonungslos von ihren zahlreichen Affären und dem Kampf gegen ihre Trunksucht berichtete. Anschließend betätigte sie sich als Autorin von weiteren Romanen.
Die letzten Jahre ihres Lebens verbrachte Astor in ihrem Cottage auf dem Gelände des Motion Picture & Television Country House, einem Altersheim für Filmschaffende. Sie starb 1987 im Alter von 81 Jahren und wurde auf dem Holy Cross Cemetery in Culver City begraben.

## Zitate
„Wenn zwei oder drei Kinoliebhaber zusammentreffen, taucht stets der Name Mary Astor auf, und jedermann stimmt überein, dass sie eine Schauspielerin von einer speziellen Anziehungskraft war, deren Qualitäten in Tiefe und Wirklichkeit immer ihre Rollen zu erleuchten schienen.“

„Es gibt fünf Stufen im Leben eines Schauspielers: Wer ist Mary Astor? – Hole mir Mary Astor. – Hole mir eine, die Mary Astor ähnlich ist. – Hole mir eine junge Mary Astor. – Wer ist Mary Astor?“

## Filmografie (Auswahl)
- 1921: Brother of the Bear (Kurzfilm)
- 1924: Die Liebesaffären des Beau Brummel – Glück und Ende des englischen Casanovas (Beau Brummel)
- 1925: Der Mann mit der Peitsche (Don Q Son of Zorro)
- 1926: Don Juan – Der große Liebhaber (Don Juan)
- 1926: Die Sensation von London (High Steppers)
- 1927: Die Schlachtenbummler (Two Arabian Knights)
- 1927: Der Held des grünen Rasens (The Sunset Derby)
- 1930: Der Flüchtling (The Lash)
- 1930: Holiday
- 1931: Die Frau meines Freundes (Other Men's Women)
- 1931: Behind Office Doors
- 1931: Smart Woman
- 1932: Die letzten Vier (The Lost Squadron)
- 1932: Dschungel im Sturm (Red Dust)
- 1932: Rettender Ruin (A Successful Calamity)
- 1933: Der kleine Gangsterkönig (The Little Giant)
- 1934: Das Mädel aus der Unterwelt (Upperworld)
- 1934: The Case of the Howling Dog
- 1935: Page Miss Glory
- 1936: Zeit der Liebe, Zeit des Abschieds (Dodsworth)
- 1937: Der Gefangene von Zenda (The Prisoner of Zenda)
- 1937: … dann kam der Orkan (The Hurricane)
- 1938: Drei Männer im Paradies (Paradise for Three)
- 1938: There’s Always a Woman
- 1939: Enthüllung um Mitternacht (Midnight)
- 1940: Treck nach Utah (Brigham Young – Frontiersman)
- 1941: Vertauschtes Glück (The Great Lie)
- 1941: Die Spur des Falken (The Maltese Falcon)
- 1942: Abenteuer in Panama (Across The Pacific)
- 1942: Atemlos nach Florida (The Palm Beach Story)
- 1944: Meet Me in St. Louis
- 1946: Claudia and David
- 1947: Mexikanische Nächte (Fiesta)
- 1947: Desert Fury – Liebe gewinnt (Desert Fury)
- 1947: Cynthia
- 1947: Liebe in Fesseln (Cass Timberlane)
- 1948: Akt der Gewalt (Act of Violence)
- 1949: Kleine tapfere Jo (Little Women)
- 1949: Hoher Einsatz (Any Number Can Play)
- 1956: Ein Kuß vor dem Tode (A Kiss Before Dying)
- 1956: Die Macht und ihr Preis (The Power and the Prize)
- 1957: Die Teufelskurve (The Devil’s Hairpin)
- 1958: Männer über Vierzig (This Happy Feeling)
- 1958: Ein Fremder in meinen Armen (A Stranger in My Arms)
- 1961: Rückkehr nach Peyton Place (Return to Peyton Place)
- 1964: Ein Mann kam nach New York (Youngblood Hawke)
- 1964: Wiegenlied für eine Leiche (Hush … Hush, Sweet Charlotte)

## Bibliografie
- My Story: An Autobiography. 1959
- The Incredible Charlie Carewe. 1963
- The O’Conners. 1964
- Goodbye Darling, Be Happy. 1965
- The Image of Kate. 1966
- A Place Called Saturday. 1968
- Life On Film. 1969

## Auszeichnungen
- 1942: Oscar als beste Nebendarstellerin für Vertauschtes Glück
- Stern auf dem Hollywood Walk of Fame für ihr Filmschaffen